# Song (Konkubine)
Konkubine Song (宋貴人; Geburtsname unbekannt; † 82), postumer Titel Kaiserin Jingyin (敬隱后, in Deutsch: respektvolle und verborgene Kaiserin), war eine kaiserliche Konkubine des Kaisers Zhang (57–88), die durch seine Gemahlin Kaiserin Dou (Zhang) († 97) verleumdet wurde. Ihre Geschichte wird im 46. Buch des Zizhi Tongjian beschrieben.

## Leben
Song war die ältere Tochter von Song Yang, einem Nachkommen der 7. Generation von Song Chang, einem wichtigen Beamten unter Kaiser Wen. Song Yang war für seine kindliche Treue berühmt. Seine Tante war die Großmutter mütterlicherseits von Kaiserin Ma (40–79), der Gemahlin von Kaiser Ming (28–75). Als Kaiserin Ma hörte, dass seine zwei Töchter intelligent und schön zugleich waren, wählte sie sie zu Konkubinen für ihren Adoptivsohn, den Kronprinzen Liu Da. Nachdem Kronprinz Da im Jahre 75 Kaiser geworden war, wurden beide kaiserliche Konkubinen. Die ältere Konkubine Song gebar ihm 78 einen Sohn, Liu Qing (78–106). Weil die Kaiserin Dou keinen Sohn hatte, wurde Liu Qing im Jahre 79 zum Kronprinzen ernannt.
Kaiserin Dou war mit der Lage unzufrieden. Noch im Jahr der Inthronisierung des jungen Kronprinzen, nachdem die Konkubine Liang (62–83) ebenfalls einen Sohn namens Liu Zhao geboren hatte, adoptierte sie Prinz Zhao und wollte ihn zum Kronprinzen machen. Nachdem die Kaiserinmutter Ma in diesem Jahr gestorben war, hatte Konkubine Song alle Protegés verloren. Kaiserin Dou begann mit den Plänen zu ihrer Beseitigung.
Im Jahre 82 ergab sich für Kaiserin Dou eine Gelegenheit. Konkubine Song war erkrankt und sehnte sich nach frischem Teufelszwirn. Kaiserin Dou fing diese Pflanzen ab, als sie anlangten, und verleumdete Song, sie für Hexerei verwenden zu wollen. Kaiser Zhang wurde wütend und verbannte den Kronprinzen Qing aus dem Palast. Er ließ Konkubine Song und ihre Schwester einsperren und von dem Eunuchen Cai Lun (ca. 50–121) verhören. Konkubine Song und ihre Schwester waren am Tiefpunkt ihres Lebens angekommen und begingen Selbstmord. Der Kronprinz Qing, ihr Sohn, wurde abgesetzt und durch den Prinzen Zhao (79–106) ersetzt, der später als Kaiser He den Thron bestieg. Nach der Zerstörung der Dou-Sippe im Jahre 92 (an der Liu Qing beteiligt war) und dem Tod der Kaiserinmutter Dou im Jahre 97 wurde Konkubine Song postum gewürdigt.